# اوستاسیو چامورو
اوستاسیو چامورو (اسپانیایی: Eustacio Chamorro‎) بازیکن فوتبال اهل پاراگوئه بود.
وی همچنین در تیم ملی فوتبال پاراگوئه بازی کرده‌است.